# Another Page
Another Page este al doilea album de studio al lui Christopher Cross înregistrat în 1982 și lansat în ianuarie 1983. Deși nu s-a bucurat de același succes comercial ca primul său album, acesta a fost  certificat cu discul de Aur din partea RIAA în timp ce albumul său de debut primise deja discul de Platină. Al treilea single al albumului, „Think of Laura” a ajuns pe locul al nouălea în Billboard Hot 100 în 1984. A fost ultimul single al lui Christopher Cross care a atins Top 10 cântece. Primul single extras de pe album, „All Right”, se clasase cu un an în urmă pe locul al doisprezecelea.
O variantă instrumentală a „No Time for Talk” a fost folosită în filmul American Anthem, care a fost compusă de producătorul lui Another Page, Michael Omartian.

## Lista melodiilor
Toate versurile cântecelor au fost scrise de Christopher Cross, cu excepția lui  „Deal 'Em Again”, compus în colaborare cu Michael Maben.
1. „No Time for Talk” - 4:22
2. „Baby Says No” - 6:04
3. „What Am I Supposed to Believe" (Duet cu Karla Bonoff) - 4:22
4. „Deal 'Em Again” - 3:10
5. „Think of Laura” - 3:22
6. „All Right” - 4:18
7. „Talking in My Sleep” - 3:34
8. „Nature of the Game” - 3:55
9. „Long World” - 3:32
10. „Words of Wisdom” - 5:52

## Clasamente
Album - Billboard (North America)
| An   | Clasament  | Poziție |
| ---- | ---------- | ------- |
| 1983 | Albume Pop | 11      |

Singles - Billboard (America de Nord)
| An   | Single             | Clasament          | Poziție |
| ---- | ------------------ | ------------------ | ------- |
| 1983 | "All Right"        | Pop Singles        | 12      |
| 1983 | "All Right"        | Adult Contemporary | 3       |
| 1983 | "No Time for Talk" | Pop Singles        | 33      |
| 1983 | "No Time for Talk" | Adult Contemporary | 10      |
| 1983 | "Think of Laura"   | Pop Singles        | 9       |
| 1983 | "Think of Laura"   | Adult Contemporary | 1       |

## Personal
- Christopher Cross - voce, chitară
- Karla Bonoff - voce
- Don Henley - voce, Backing vocal
- Artei Garfunkel - voce
- Michael McDonald - voce
- J.D. Souther - voce
- Carl Wilson - voce
- Jay Graydon - chitară
- Steve Lukather - chitară
- Avraam Laboriel - bas
- Mike Porcaro - bas
- Andy Salmon - bas
- Steve Gadd - baterie
- Jeff Porcaro - baterie
- Tommy Taylor - baterie
- Tom Scott - saxofon
- Ernie Watts - saxofon
- Assa Drori - sintetizator
- Paulinho Da Costa - percuție
- Lenny Castro - percuție
- Rob Meurer - sintetizator, clape și percuție
- Michael Omartian - voce, sintetizator, clape și percuție

## Producție
- Producător: Michael Omartian
- Inginer: Chet Himes
- Aranjamene: Rob Meurer, Michael Omartian